# 国民の党 (2016)
国民の党（こくみんのとう、朝鮮語:  국민의당）は、韓国の政党。2016年2月2日設立。2018年2月13日に正しい政党との統合で正しい未来党となり消滅した。なお、2020年に安哲秀が同名の政党を創立しているが、組織上の後継政党は民生党である。

## 概説
国民の党は2016年4月の第20代総選挙の候補者公認争いなどで文在寅執行部と対立し新政治民主連合（現・共に民主党）を離党した安哲秀や千正培らによって、2016年1月に設立された。（法規上の設立日は2016年2月2日）
国会では共に民主党・自由韓国党に次ぐ第3党で野党第2党であった。
地盤は全羅北道・全羅南道・光州広域市からなる全羅道地域。世代別では30代～50代、理念性向別では中道層で強い支持を得ている他、保守層でも比較的優位な支持を占めていた。
党内では安哲秀系と全羅道系のグループの二大勢力が存在していたが、2016年12月に行われた院内代表を選ぶ選挙で全羅道選出の4選議員である朱昇鎔（チュ・スンヨン）が選出されたことで、全羅道勢力の力が大きくなっている事が指摘されている。

## 政策
政綱政策でセヌリ党（現・自由韓国党）と共に民主党の両党体制を「時代精神を忘却した独占寡占両党体制の敵対的共存」とした上で、「合理的進歩と保守の両翼でもって国民に安全な生活、暖かい福祉を提供する民生政治を追求する」と中道・民生路線を明文化している。また結成準備委員会にアメリカの民主党やイギリスの労働党で取り入れられてきた「第三の道」を支持している社会学者の韓相震が迎え入れられた経緯と、安哲秀自身も第3の道を志向している点から、中道改革路線を志向していると指摘する声もある。
1. 憲法精神に則って、国民との共感と疎通、参加と協力政治を具現
2. 個人や集団の多様性を認めて性平等の実現や社会的弱者の人権尊重と公正な法執行と社会正義を実現
3. 工程と包容、配慮と連帯の価値をもとに共存と協力の大韓民国を作る。
4. すべての市民が政治の主体として意思決定に参加する参加的生活政治を実現
5. 創意的で躍動的な文化国家を建設して、国家的発展の議題についての社会的合意に向け、公論の場を活性化。

出典
経済政策では、「生産と分配が善循環する公正成長を掲げ、大企業と中小企業、正規職と非正規職、首都圏と地方、富裕層と貧困層の間の増加する格差の解消」。 「社会の各集団が排他的利益追求を離れて、大妥結の精神で協力する事で国民経済の生産性を高めて分配改善する事で、中産層と庶民が共存する躍動的な社会を作る」事を掲げている。
1. 先導型科学技術戦略で新しい成長動力を創出、新技術に基盤した革新企業の創業支援
2. 良質の安定した雇用を創出して、青年失業と非正規職問題を解決
3. 持続可能な成長と繁栄に向けて、公正な市場経済と環境正義を具現
4. 国民に安全な暮らしを提供して、きめ細かなセイフティネットワークで暖かい福祉を実現する民生経済を追求
5. 地域の特性と長所を生かした地域中心の成長パラダイムを確立

出典

## 歴史
- 2015年
  - 12月14日：安哲秀、新政治民主連合からの離党を表明。新党を結成する意向を示す[10]。
- 2016年
  - 1月8日：新党の名称が国民の党であると、発表[11][12]。
  - 1月25日：千正培が結成した新党の国民会議と統合で合意[13]。
  - 1月27日：朴柱宣が結成を進めていた統合新党と合党[14]。
  - 2月2日：結党大会開催、正式に結成。常任共同代表に安哲秀が就任[15]
  - 4月13日：第20代総選挙、38議席を獲得して躍進、比例代表得票率では最大野党の共に民主党を抜いて第2党に[16]。
  - 6月29日：安哲秀・千正培共同代表、国民の党議員や幹部らが政治資金法違反容疑で取り調べを受けている事の責任を取る形で辞任を表明[17]。
  - 12月29日：院内代表に朱昇鎔を、政策委員会議長に趙培淑（チョ・ベスク）を選出。
- 2017年
  - 1月15日：この日行われた党大会で朴智元を新代表に選出[18]。
  - 4月4日：元共同代表の安哲秀が計7回の投票の結果、総得票数で75%を獲得して党の正式な大統領候補に選出された[19]。
  - 4月6日：共に民主党を離党した議員1名が入党、議席数は40に[20]。
  - 4月17日：大統領選に立候補した安哲秀が議員を辞職。議席数は40から39に[21]。
  - 4月26日：共に民主党を離党した無所属議員が入党。議席数は39から40に[22]
  - 5月9日：第19代大統領選挙、安哲秀は当選者の文在寅、次点の洪準杓に次ぐ3位に留まって落選。
  - 5月11日：朴智元代表以下、党指導部が大統領選敗北の責任をとって総辞職。朱昇鎔院内代表が次期院内代表選出時まで、党代表代行を兼務[23]。
  - 5月16日：新任の院内代表に光州選出の当選4回の金東喆を選出[24]
  - 5月25日：非常対策委員長に当選4回で国会副議長を務める朴柱宣が選出[25]。
  - 8月27日：臨時全党大会で、5月の大統領選挙における候補者であった安哲秀を党代表に選出[26]。
- 2018年
  - 1月18日：安哲秀代表、第3野党である正しい政党との統合を宣言[27]
  - 1月28日：正しい政党との統合に反対する党内グループが、新党「民主平和党」の創党準備委員会を発足[28]。安哲秀代表と統合派指導部は、統合に反対する議員16名など179名の党員権を2年間停止する処分を決定[29]。
  - 2月13日：正しい政党と統合し、正しい未来党を設立[30]。

## 党勢推移

### 総選挙
※第20代総選挙前の議席数は20議席。
| 年     | 月日    | 代           | 議席数 | 議席数 | 議席数   | 得票率 (比例代表) |
| 年     | 月日    | 代           | 合計   | 地域区 | 比例代表 | 得票率 (比例代表) |
| ------ | ------- | ------------ | ------ | ------ | -------- | ----------------- |
| 2016年 | 4月12日 | 第20代総選挙 | 38     | 25     | 13       | 26.7%             |

### 大統領選挙
| 年     | 月日   | 代               | 候補者名 | 得票数    | 得票率 | 当落        |
| ------ | ------ | ---------------- | -------- | --------- | ------ | ----------- |
| 2017年 | 5月9日 | 第19代大統領選挙 | 安哲秀   | 6,998,342 | 21.41% | 落選（3位） |